# مجید پیشیار
مجید پیشیار (زادهٔ ۱۵ ژانویهٔ ۱۹۵۵، شیراز) یک بازرگان، و مدیر عامل اجرایی اهل ایران است.

وی شرکت ۳۲گروه را در دبی تأسیس کرده است و همچنین مالک باشگاه فوتبال بیرامار (پرتغال) و مالک سابق باشگاه‌های فوتبال آدمیرا واکر مودلینگ (اتریش) و سروت (سوئیس) است.